# Михайловка (Суетский район)
Михайловка — посёлок в Суетском районе Алтайском крае России. Входит в состав сельского поселения Боронский сельсовет.
Население — 160 чел. (2013).

## Физико-географическая характеристика
Посёлок расположен в Кулундинской степи, являющейся частью Западно-Сибирской равнины, на высоте 140 метров над уровнем моря. Рельеф местности - равнинный, посёлок окружён полями, в окрестностях имеются редкие осиново-берёзовые колки. Почвы - чернозёмы южные. Почвообразующие породы - глины и суглинки.
По автомобильным дорогам расстояние до административного центра сельского поселения посёлка Боронский - 17 км, до районного центра села Верх-Суетка - 22 км, до краевого центра города Барнаула - 280 км.

## История
Основан немецкими переселенцами из поволжских колоний Орловское, Гоккерберг, Филиппсфельд в 1912 году. До 1917 года село относилось к Дубровинской волости Барнаульского уезда Томской губернии. Население посёлка было смешанным: проживали как лютеране, так и баптисты. Посёлок относился к лютеранскому приходу Томск-Барнаул

## Население
| 1926 | 1939 | 1994 | 1997 | 1998 | 1999 | 2000 | 2001 | 2002 |
| ---- | ---- | ---- | ---- | ---- | ---- | ---- | ---- | ---- |
| 289  | ↘262 | ↗315 | ↘270 | ↗326 | ↘318 | ↘313 | ↘303 | ↘293 |
| 2003 | 2004 | 2005 | 2006 | 2007 | 2008 | 2009 | 2010 | 2011 |
| ↘273 | ↘263 | ↘209 | ↗213 | ↘211 | ↘202 | ↗212 | ↘176 | ↘175 |
| 2012 | 2013 |      |      |      |      |      |      |      |
| ↘158 | ↗160 |      |      |      |      |      |      |      |

## = Национальный состав
В 1994 году немцы составляли 85% населения посёлка.

## Инфраструктура
Личное подсобное хозяйство с зоной сельскохозяйственного использования, индивидуальная застройка усадебного типа.
Основа экономики — сельское хозяйство.